# UFC 206
UFC 206: Holloway vs. Pettis — турнир по смешанным единоборствам, проведённый организацией Ultimate Fighting Championship 10 декабря 2016 года на арене «Эйр Канада-центр» в Торонто, Канада.
В главном бою вечера Макс Холлоуэй завоевал титул временного чемпиона UFC в полулёгком весе, выиграв техническим нокаутом у Энтони Петтиса.

## Предыстория
Изначально предполагалось, что в главном бою вечера сойдутся чемпион UFC в полутяжёлой весовой категории Дэниел Кормье и претендент на чемпионский пояс Энтони Джонсон. Ранее эти бойцы уже встречались друг с другом в мае 2015 года на турнире UFC 187 в Лас-Вегасе, победу тогда одержал Кормье, став обладателем вакантного титула. Однако 25 ноября в связи с травмой Кормье вынужден был отказаться от повторной встречи с Джонсоном, и бой отменили. В качестве замены организаторы предлагали Джонсону выступить в рейтинговом бою против бывшего чемпиона Strikeforce в полутяжёлом весе Гегарда Мусаси, но боец предпочёл дождаться Кормье и сразиться с ним за титул на одном из последующих турниров — UFC 210. Таким образом, статус главного события вечера получило противостояние между Максом Холлоуэем и Энтони Петтисом — позже на кон этого боя был поставлен титул временного чемпиона UFC в полулёгком весе (после того как полноправный чемпион Конор Макгрегор был лишён своего титула из-за отсутствия защит, и действующего на тот момент временного чемпиона Жозе Алду повысили до неоспоримого).
Соперницей Валери Летурно, бывшей претендентки на титул чемпионки UFC в минимальном весе, изначально являлась недавно подписавшая контракт с организацией Полиана Ботелью. 26 октября стало известно, что Ботелью снялась с турнира из-за травмы, и её заменит другая новенькая Вивиан Перейра.
Зак Маковски, бывший чемпион Bellator в легчайшем весе, должен был встретиться здесь с Джоном Морагой, бывшим претендентом на титул чемпиона UFC в наилегчайшем весе. В начале ноября Морага отказался от боя, сославшись на травму, и его заменили Дастином Ортисом.
В Торонто был перенесён бой с нью-йоркского турнира UFC 205 между средневесами Тимом Кеннеди и Рашадом Эвансом, ранее владевшим титулом чемпиона UFC в полутяжёлом весе (Рашада тогда сняли с турнира из-за сомнительных показателей на медкомиссии). Однако и здесь Эванс не смог пройти медицинскую проверку, и 21 ноября его убрали из карда турнира. 26 ноября стало известно, что против Кеннеди выйдет вернувшийся в средний вес Келвин Гастелум, победитель бойцовского реалити-шоу The Ultimate Fighter.
Бой между Чедом Лапризом и Ли Цзинляном сорвался 16 ноября из-за травмы Лаприза. Организаторы не стали искать замену, Ли предложили выступить на одном из следующих турниров.
Энтони Петтис превысил лимит полулёгкой весовой категории на три фунта и лишился возможности стать временным чемпионом в случае победы. Также его оштрафовали на 20 % гонорара в пользу Холлоуэя, и бой между ними состоялся в промежуточном весе. Это был первый случай с февраля 2007 года, когда один из бойцов титульного боя провалил взвешивание (в последний раз это случилось с Трэвисом Люттером на UFC 67). Кроме того, уложиться в свои весовые категории не смогли Рустам Хабилов и Валери Летурно — оба лишились 20 % гонорара в пользу своих соперников, Джейсона Сагго и Вивиан Перейры соответственно, а бои перешли в промежуточный вес.

## Результаты
| Категория                            |                    |      |                | Способ                                                  | Раунд | Время | Примечание |
| Основные бои                         |                    |      |                |                                                         |       |       |            |
| Промежуточный вес (67,1 кг)          | Макс Холлоуэй      | поб. | Энтони Петтис  | Технический нокаут (удар ногой в корпус и удары руками) | 3     | 4:50  | [ 18 ]     |
| Полусредний весе                     | Дональд Серроне    | поб. | Мэтт Браун     | Нокаут (удар ногой в голову)                            | 3     | 0:34  |            |
| Полулёгкий вес                       | Каб Свонсон        | поб. | Чхве Ту Хо     | Единогласное решение (30-27, 30-27, 29-28)              | 3     | 5:00  |            |
| Средний вес                          | Келвин Гастелум    | поб. | Тим Кеннеди    | Технический нокаут (удары руками)                       | 3     | 2:45  |            |
| Полусредний вес                      | Эмиль Вебер Меэк   | поб. | Джордан Мейн   | Единогласное решение (29-28, 29-28, 29-28)              | 3     | 5:00  |            |
| Предварительные бои (Fox Sports 1)   |                    |      |                |                                                         |       |       |            |
| Полутяжёлый вес                      | Миша Циркунов      | поб. | Никита Крылов  | Сдача (гильотина)                                       | 1     | 4:38  |            |
| Лёгкий вес                           | Оливье Обен-Мерсье | поб. | Дрю Добер      | Сдача (удушение сзади)                                  | 2     | 2:57  |            |
| Промежуточный вес (53,3 кг)          | Вивиан Перейра     | поб. | Валери Летурно | Раздельное решение (29-28, 28-29, 29-28)                | 3     | 5:00  |            |
| Легчайший вес                        | Мэттью Лопес       | поб. | Митч Ганьон    | Единогласное решение (29-28, 29-28, 29-27)              | 3     | 5:00  |            |
| Предварительные бои (UFC Fight Pass) |                    |      |                |                                                         |       |       |            |
| Лёгкий вес                           | Лендо Ванната      | поб. | Джон Макдесси  | Победа (удар ногой с разворота)                         | 1     | 1:40  |            |
| Промежуточный вес (71,7 кг)          | Рустам Хабилов     | поб. | Джейсон Сагго  | Единогласное решение (30-27, 30-27, 30-27)              | 3     | 5:00  |            |
| Наилегчайший вес                     | Дастин Ортис       | поб. | Зак Маковски   | Раздельное решение (29-28, 28-29, 29-28)                | 3     | 5:00  |            |

## Награды
Следующие бойцы были удостоены денежного бонуса в $50,000:
- Бой вечера: Каб Свонсон — Чхве Ту Хо
- Выступление вечера: Макс Холлоуэй и Лендо Ванната